# Марції (рід)

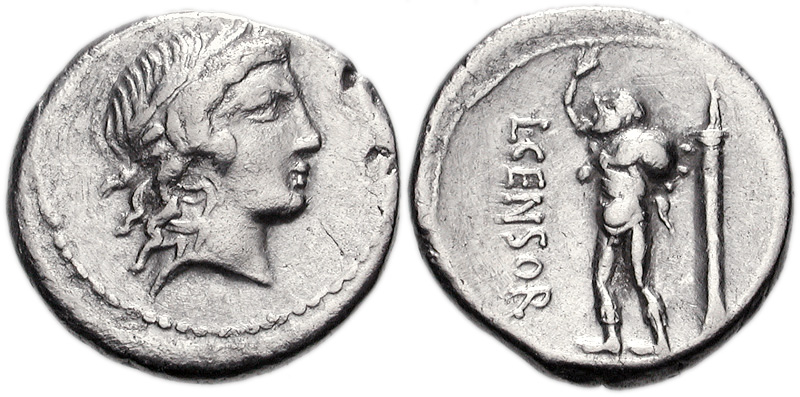
Денарій Л.Марція Цензоріна з Аполлоном та Марсієм (ліворуч), 82 рік до н. е.

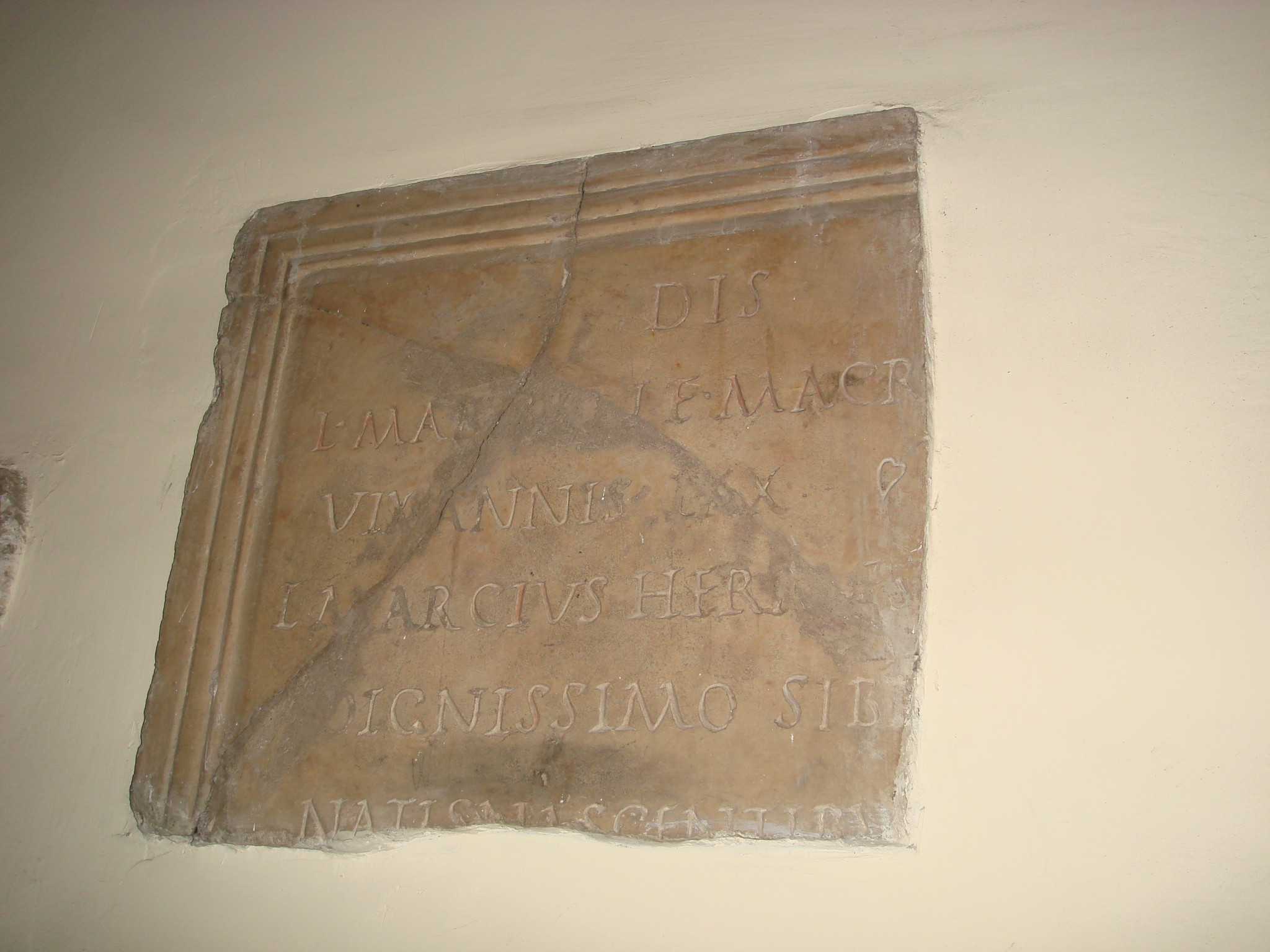
Надгробок представника роду Марціїв

Марції — патриціанський та заможний плебейській рід Стародавнього Риму. Його представники були 1 раз царем, 15 консулами, 1 раз диктатором.
Патриціанські гілки Марціїв звалися — Рекс та Фігул, а плебейські — Філіпп та Цензорін.

## Представники роду
- Марк Марцій, засновник роду, родич царя Нуми Помпілія
- Нума Марцій (VIII ст. до н. е.) — син Марка Марція, сенатор, великий понтифік, префект Риму. батько Анка Марція.
- Анк Марцій (675—617 до н. е.) — 4-й цар Риму.
- Гней Марцій Коріолан (V ст. до н.е.), напівлегендарний герой війни з вольськами. На хвилі популярності 493 до н. е. невдало висувався кандидатом на посаду консула.
- Гай Марцій Рутіл, консул 357, 352 року 344 та 342 до н. е., перший плебейський диктатор
- Гай Марцій Рутіл Цензорін — консул 310 до н. е.;
- Квінт Марцій Тремул — консул 306 і 288 до н. е.;
- Квінт Марцій Філіпп — консул 281 до н. е.;
- Марк Марцій Ралла, сенатор та дипломат часів Другої Пунічної війни, був одним з учасником укладання мирної угоди з Карфагеном у 201 році до н. е.
- Квінт Марцій Філіпп, консул 186, 169 року до н. е., боровся з царем Персеєм Македонським
- Гай Марцій Фігул — консул 162 і 156 до н. е.;
- Луцій Марцій Цензорін — консул 149 до н. е.;
- Квінт Марцій Рекс — претор 144 до н. е.., що побудував акведук Aqua Marcia;
- Квінт Марцій Рекс — консул 118 до н. е.;
- Луцій Марцій Філіпп — консул 91 до н. е.;
- Луцій Марцій Цензорін — політичний і військовий діяч Римської республіки, командувач римського флоту, монетний тріумвір 82 року до н. е.
- Квінт Марцій Рекс, консул 68 року до н. е., проконсул Кілікії у 67 році до н. е.
- Гай Марцій Фігул — консул 64 до н. е.;
- Луций Марцій Філіпп, консул 56 року до н. е., вітчим Октавіана Августа, спорудив храм Геркулеса Мезеагіта.
- Луцій Марцій Цензорин — консул 39 до н. е.;
- Луцій Марцій Філіпп — консул-суффект 38 до н. е.;
- Квінт Марцій — консул-суффект 36 до н. е.
- Гай Марцій Цензорін, консул 8 року до н. е.
- Марція Фурнілла, 2-а дружина імператора Тіта Флавія.